# Macclesfield Town F.C.
Macclesfield Town Football Club – angielski klub piłkarski z Macclesfield, grający w National League.
W listopadzie 2018 menadżerem zespołu został Sol Campbell.